# Leonideo de Esparta
El Leonideo o tumba de Leónidas (en griego antiguo: Λεωνιδαίον) fue la tumba del antiguo rey Leónidas I en la ciudad de Esparta, Grecia. Hoy en día, la tumba de Leónidas es un conjunto de ruinas en el centro de la actual ciudad de Esparta.
Leónidas cayó en la batalla de las Termópilas en el 480 a. C. Su cuerpo fue trasladado y enterrado en Esparta cuarenta años después de la batalla. El geógrafo Pausanias menciona que la tumba de Leónidas se encontraba frente al teatro de Esparta, construido en época romana, donde se celebraban discursos y se organizaban una especie de juegos en los que sólo podían competir los espartanos. Cerca de allí se encontraba también la tumba del general Pausanias.
El edificio, conocido como la tumba de Leónidas, se encuentra en el centro de Esparta, en el borde de una pequeña plaza en la confluencia de las calles Ágidos y Termopilón, a cierta distancia al sur de las ruinas del teatro. El edificio se asemeja a un pequeño templo griego y fue construido hacia finales del 400 a. C. Está hecho de grandes bloques de piedra caliza y mide unos 12,5 m de largo y 8,3 m de ancho. El interior del edificio constaba de dos cámaras con una puerta entre ellas.
En 1892 se llevó a cabo una excavación arqueológica del yacimiento. En un principio se pensó que se trataba de un templo. No se ha podido confirmar su finalidad original. Algunos investigadores han sugerido que podría haber sido un cenotafio, o tumba vacía. Otros han sugerido que se trataba de un templo dedicado a Apolo Carneo. Entre los lugareños, el edificio se conoce como la tumba de Leónidas, mencionada por Pausanias.